# Mimetebulea
Mimetebulea és un gènere d'arnes de la família Crambidae. Conté només una espècie, Mimetebulea arctialis, que es troba a la Xina (Zhejiang).